# 陸中門崎駅
陸中門崎駅（りくちゅうかんざきえき）は、岩手県一関市川崎町字妻神（さいじん）にある、東日本旅客鉄道（JR東日本）大船渡線の駅である。

## 歴史

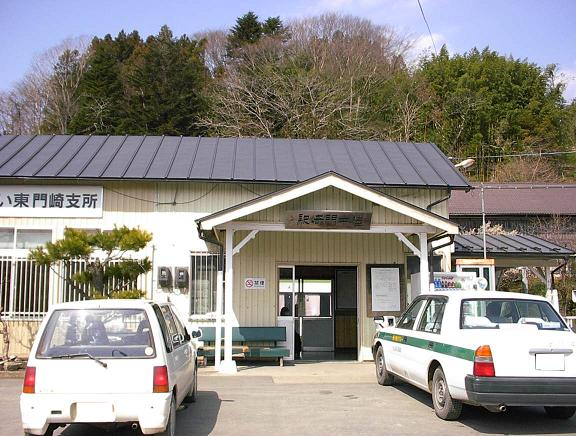
旧駅舎（2004年3月）

大船渡線は一ノ関駅からここまで東を目指して建設されたが、当駅を出ると北に進路を変える。これが大船渡線の迂回「鍋弦（なべづる）線」のはじまりである。この迂回は建設当時の政治的駆け引きにより生まれたものだといわれている。摺沢駅、鉄道と政治の項も参照のこと。駅手前の横石トンネルを東ではなく北向きに掘削し出口付近に駅が設置されたので、市役所や商店街がある薄衣地区とはかなり離れている。

### 年表
- 1925年（大正14年）7月26日：開業[3]。一般駅[3]。
- 1982年（昭和57年）11月15日：貨物の取り扱いを廃止[3]。
- 1984年（昭和59年）2月1日：荷物の扱いを廃止[3]。
- 1986年（昭和61年）11月1日：無人化[4]。
- 1987年（昭和62年）4月1日：国鉄分割民営化により、JR東日本の駅となる[3]。
- 2010年（平成22年）3月：駅舎改築[2]。
- 2024年（令和6年）10月1日：えきねっとQチケのサービスを開始[1][5]。

## 駅構造
相対式ホーム2面2線を有する地上駅である。互いのホームは構内踏切で連絡している。
なお、2025年のダイヤ改正で早朝にあった列車交換が無くなった。
一ノ関駅管理の無人駅である。

### のりば
| ホーム | 路線      | 方向 | 行先       |
| ------ | --------- | ---- | ---------- |
| 駅舎側 | ■大船渡線 | 上り | 一ノ関方面 |
| 反対側 | ■大船渡線 | 下り | 気仙沼方面 |

※案内上の番線番号は設定されていない。

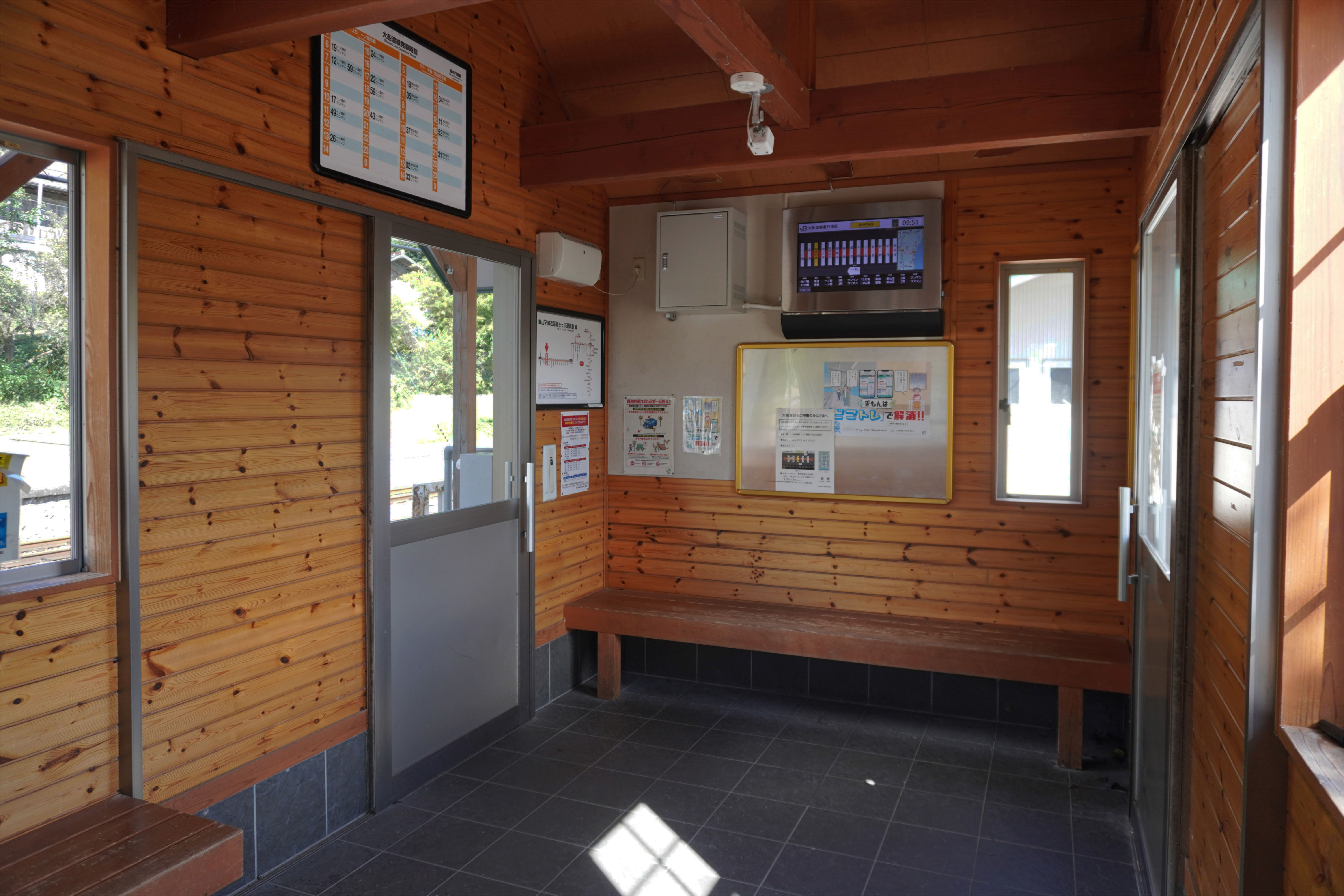
待合室（2023年10月）
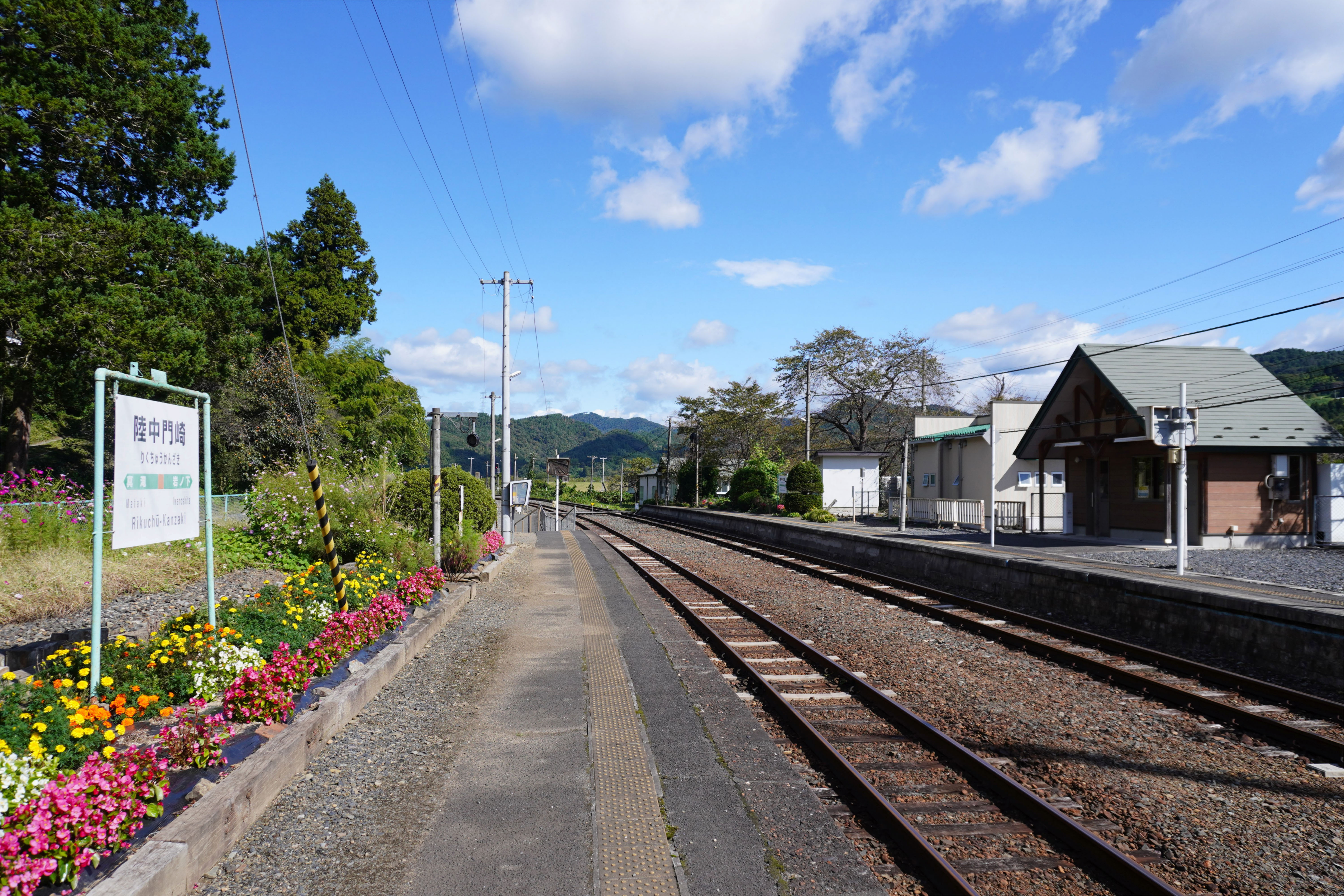
ホーム（2023年10月）
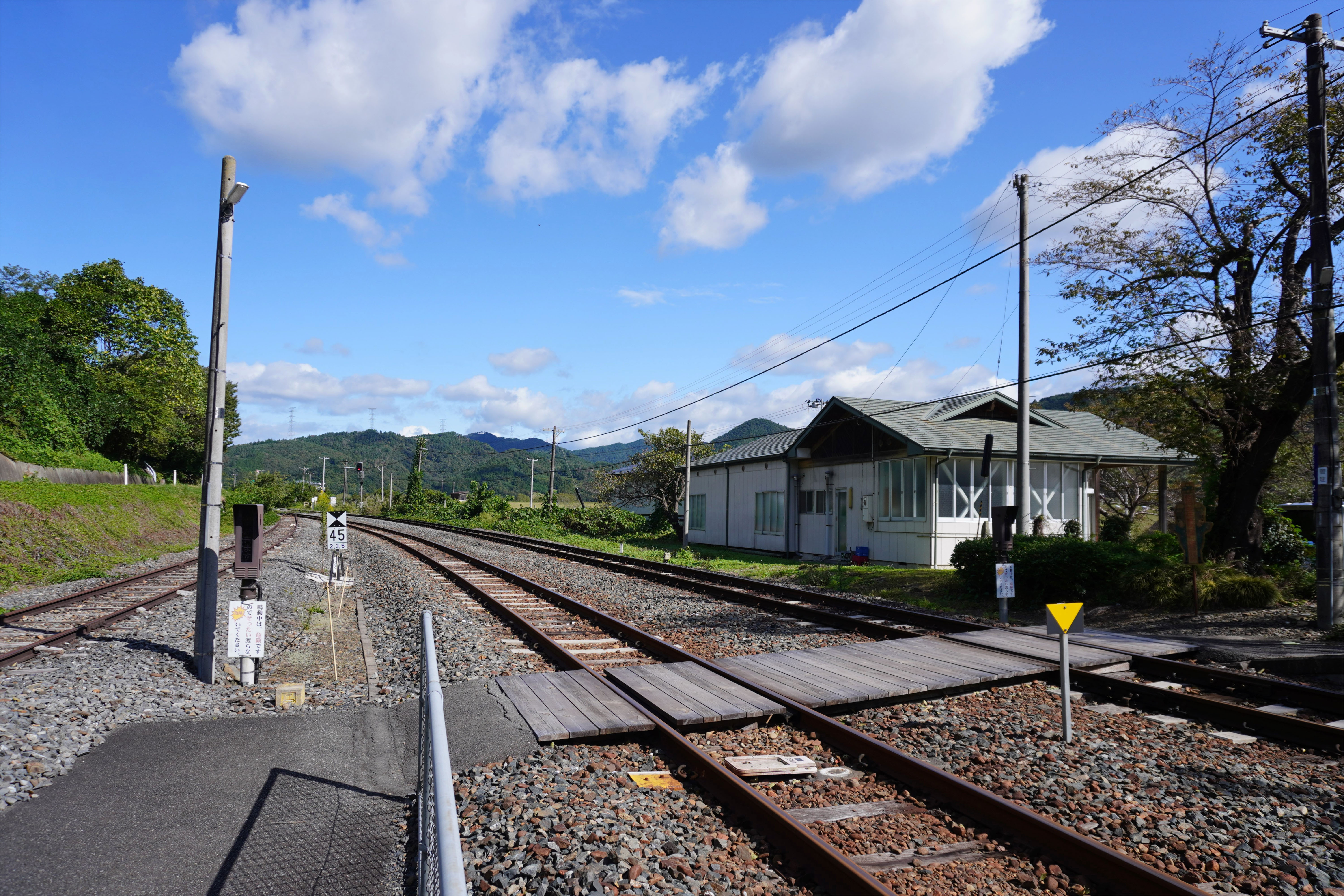
構内踏切（2023年10月）

## 駅周辺
- 砂鉄川
- 門崎郵便局

## 隣の駅
東日本旅客鉄道（JR東日本）
■大船渡線
真滝駅 - 陸中門崎駅 - 岩ノ下駅